# 37e Primetime Emmy Awards
De 37e Primetime Emmy Awards, waarbij prijzen werden uitgereikt in verschillende categorieën voor de beste Amerikaanse televisieprogramma's die in primetime werden uitgezonden tijdens het televisieseizoen 1984-1985, vond plaats op 22 september 1985 in het Pasadena Civic Auditorium in Pasadena, Californië.

## Winnaars en nominaties - televisieprogramma's
(De winnaars staan bovenaan in vet lettertype.)

#### Dramaserie
(Outstanding Drama Series)
- Cagney & Lacey
  - Hill Street Blues
  - Miami Vice
  - Murder, She Wrote
  - St. Elsewhere

#### Komische serie
(Outstanding Comedy Series)
- The Cosby Show
  - Cheers
  - Family Ties
  - Kate & Allie
  - Night Court

#### Miniserie
(Outstanding Limited Series)
- The Jewel in the Crown
  - Ellis Island
  - Robert Kennedy & His Times
  - A Woman of Substance
  - Space

#### Varieté-, Muziek- of komische show
(Outstanding Variety, Music or Comedy Program)
- Motown Returns to the Apollo
  - Late show with David Letterman
  - The Tonight Show Starring Johnny Carson
  - Great Performances
  - The American Film Institute Salute to Gene Kelly

## Winnaars en nominaties - acteurs

### Hoofdrollen

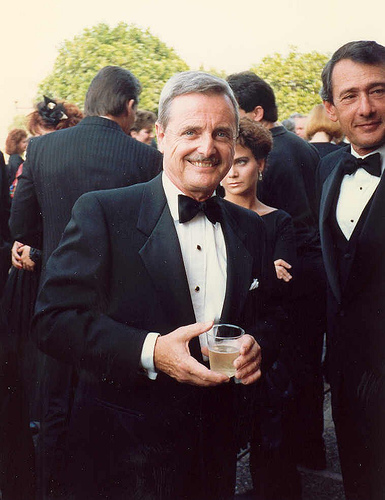
William Daniels (St. Elsewhere), winnaar mannelijke hoofdrol in een dramaserie

#### Mannelijke hoofdrol in een dramaserie
(Outstanding Lead Actor in a Drama Series)
- William Daniels als Dr. Mark Craig in St. Elsewhere
  - Ed Flanders als Dr. Donald Westphall in St. Elsewhere
  - Don Johnson als James Crockett in Miami Vice
  - Tom Selleck als Thomas Magnum in Magnum, P.I.
  - Daniel J. Travanti als Frank Furillo in Hill Street Blues

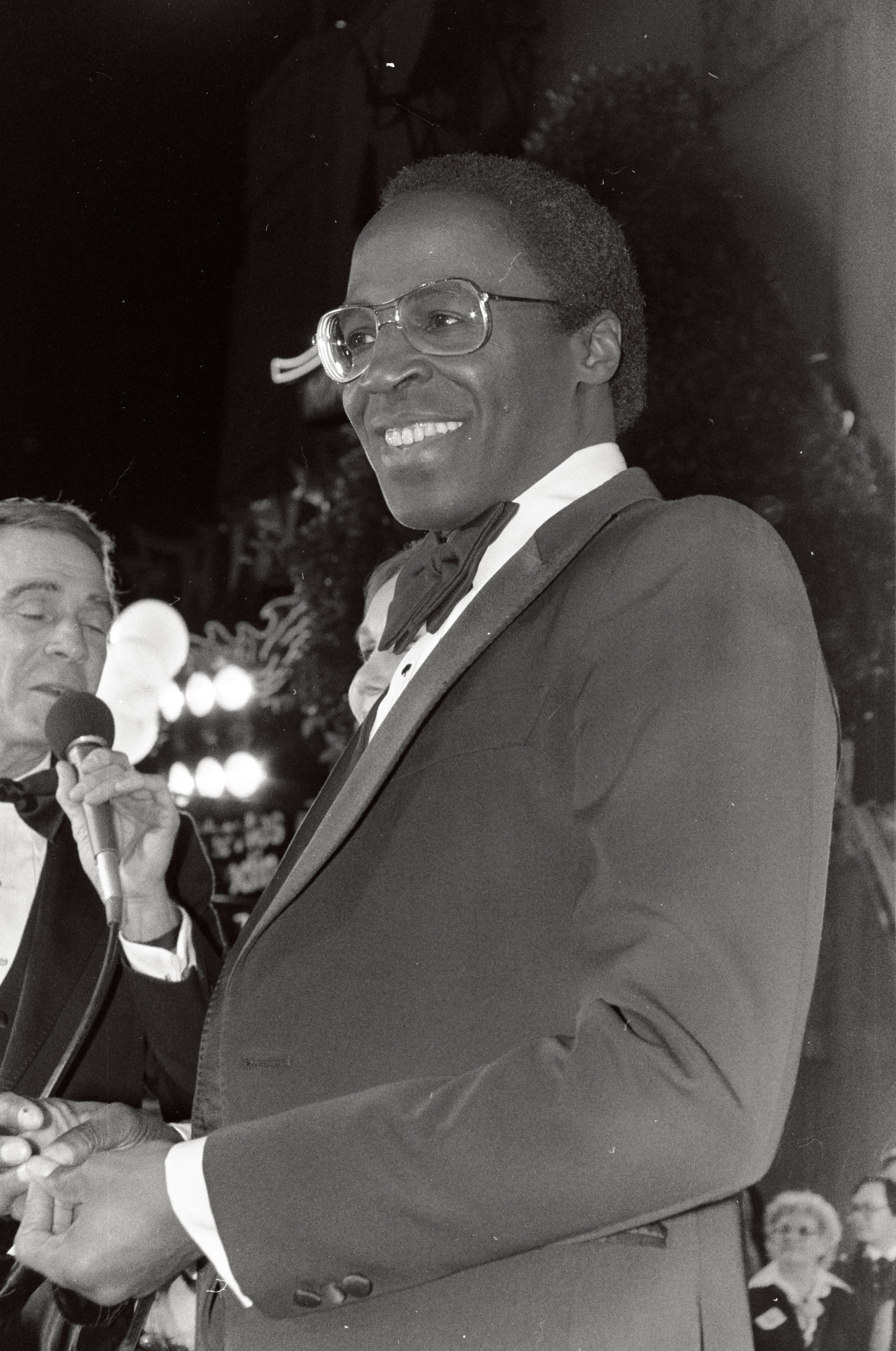
Robert Guillaume (Benson), winnaar mannelijke hoofdrol in een komische serie

#### Mannelijke hoofdrol in een komische serie
(Outstanding Lead Actor in a Comedy Series)
- Robert Guillaume als Benson DuBois in Benson
  - Harry Anderson als Judge Harry T. Stone in Night Court
  - Ted Danson als Sam Malone in Cheers
  - Bob Newhart als Dick Loudon in Newhart
  - Jack Warden als Harrison Fox, Sr in Crazy Like a Fox

#### Mannelijke hoofdrol in een miniserie
(Outstanding Lead Actor in a Limited Series or a Special)
- Richard Crenna als Richard Beck in The Rape of Richard Beck
  - George C. Scott als Ebenezer Scrooge in A Christmas Carol
  - Richard Kiley als George Hollis in Do You Remember Love
  - James Garner als Harold Lear in Heartsounds
  - Richard Chamberlain als Raoul Wallenberg in Wallenberg: A Hero's Story

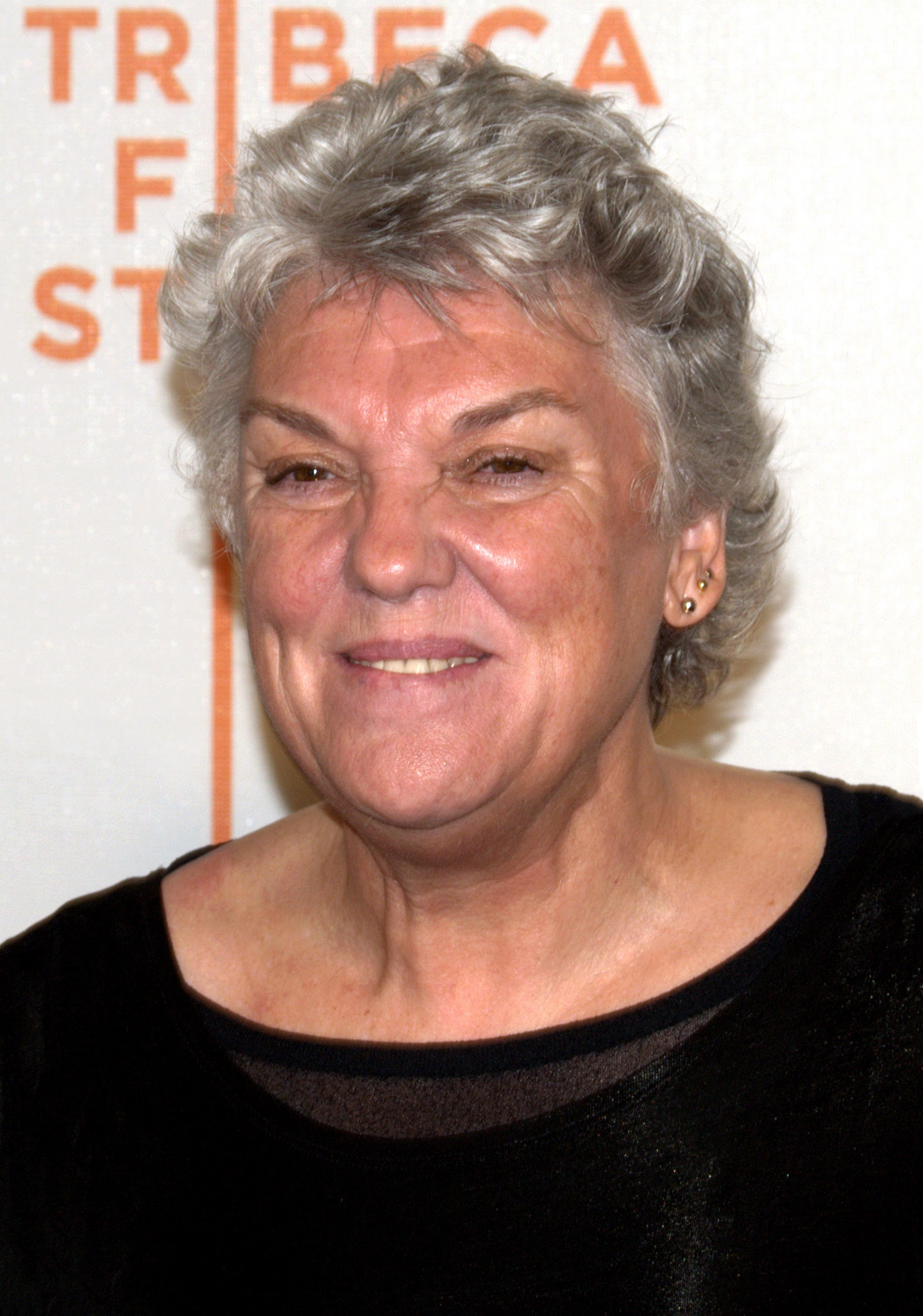
Tyne Daly (Cagney & Lacey), winnaar vrouwelijke hoofdrol in een dramaserie

#### Vrouwelijke hoofdrol in een dramaserie
(Outstanding Lead Actress in a Drama Series)
- Tyne Daly als Mary Beth Lacey in Cagney & Lacey
  - Debbie Allen als Lydia Grant in Fame
  - Sharon Gless als Christine Cagney in Cagney & Lacey
  - Veronica Hamel als Joyce Davenport in Hill Street Blues
  - Angela Lansbury als Jessica Fletcher in Murder, She Wrote

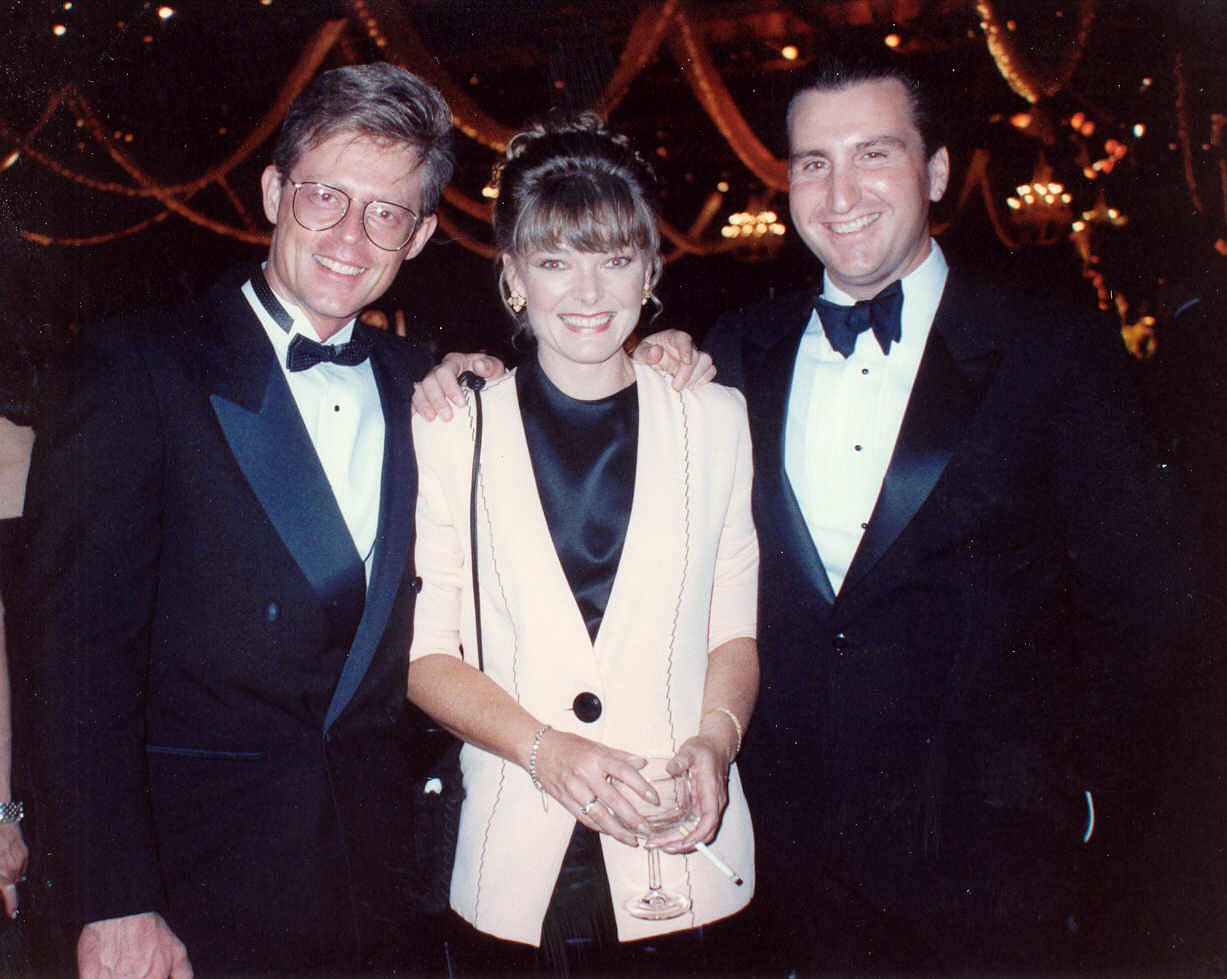
Jane Curtin (Kate & Allie), winnaar vrouwelijke hoofdrol in een komische serie

#### Vrouwelijke hoofdrol in een komische serie
(Outstanding Lead Actress in a Comedy Series)
- Jane Curtin als Allison Lowell in Kate & Allie
  - Shelley Long als Diane Chambers in Cheers
  - Phylicia Rashad als Clair Huxtable in The Cosby Show
  - Susan Saint James als Katherine McArdle in Kate & Allie
  - Isabel Sanford als Louise Jefferson in The Jeffersons

#### Vrouwelijke hoofdrol in een miniserie
(Outstanding Lead Actress in a Limited Series or a Special)
- Joanne Woodward als Barbara Wyatt-Hollis in Do You Remember Love
  - Peggy Ashcroft als Barbie Batchelor in The Jewel in the Crown
  - Farrah Fawcett als Francine Hughes in The Burning Bed
  - Mary Tyler Moore als Martha Weinman Lear in Heartsounds
  - Jane Alexander als Hedda Hopper in Malice in Wonderland

### Bijrollen

#### Mannelijke bijrol in een dramaserie
(Outstanding Supporting Actor in a Drama Series)
- Edward James Olmos als Martin Castillo in Miami Vice
  - Ed Begley jr. als Dr. Victor Ehrlich in St. Elsewhere
  - John Hillerman als Higgins in Magnum, P.I.
  - John Karlen als Harvey Lacey in Cagney & Lacey
  - Bruce Weitz als Michael "Mick" Belker in Hill Street Blues

#### Mannelijke bijrol in een komische serie
(Outstanding Supporting Actor in a Comedy Series)
- John Larroquette als Dan Fielding in Night Court
  - Nicholas Colasanto als Ernie Pantusso in Cheers
  - Michael J. Fox als Alex P. Keaton in Family Ties
  - John Ratzenberger als Cliff Clavin in Cheers
  - George Wendt als Norm Peterson in Cheers

#### Mannelijke bijrol in een miniserie
(Outstanding Supporting Actor in a Limited Series or a Special)
- Karl Malden als Freddy Kassab in Fatal Vision
  - Rip Torn als Lewis Slaton in The Atlanta Child Murders
  - Richard Burton als Phipps Ogden in Ellis Island
  - Richard Masur als Aryon Greydanus in The Burning Bed
  - John Gielgud als Theodore Woodward in Romance on the Orient Express

#### Vrouwelijke bijrol in een dramaserie
(Outstanding Supporting Actress in a Drama Series)
- Betty Thomas als Lucille Bates in Hill Street Blues
  - Barbara Bosson als Fay Furillo in Hill Street Blues
  - Christina Pickles als Helen Rosenthal in St. Elsewhere
  - Doris Roberts als Mildred Krebs in Remington Steele
  - Madge Sinclair als Ernestine Shoop in Trapper John, M.D.

#### Vrouwelijke bijrol in een komische serie
(Outstanding Supporting Actress in a Comedy Series)
- Rhea Perlman als Carla Tortelli in Cheers
  - Selma Diamond als Selma Hacker in Night Court
  - Julia Duffy als Stephanie Vanderkellen in Newhart
  - Marla Gibbs als Florence Johnston in The Jeffersons
  - Inga Swenson als Gretchen Wilomena Kraus in Benson

#### Vrouwelijke bijrol in een miniserie
(Outstanding Supporting Actress in a Limited Series or a Special)
- Kim Stanley als Big Mama in Cat on a Hot Tin Roof
  - Ann Jillian als Nellie Byfield in Ellis Island
  - Deborah Kerr als Emma Harte in A Woman of Substance
  - Penny Fuller als Mae in Cat on a Hot Tin Roof
  - Alfre Woodard als Claudie Sills in Words by Heart